# Хидринский сельсовет
Хи́дринский сельсовет — административная единица в составе Кобринского района Брестской области Республики Беларусь. Административный центр — агрогородок Хидры. Согласно переписи населения 2019 года в сельсовете проживало 4495 человек.

## Состав
По данным на 1 января 2021 года Хидринский сельсовет включает 20 населённых пунктов:
| название   | тип         | домохозяйств | население |
| ---------- | ----------- | ------------ | --------- |
| Гайковка   | деревня     | 95           | 219       |
| Забужки    | деревня     | 38           | 79        |
| Изабелин   | деревня     | 23           | 44        |
| Каташи     | деревня     | 94           | 212       |
| Корчицы    | деревня     | 187          | 461       |
| Ляхчицы    | деревня     | 63           | 142       |
| Мазури     | деревня     | 157          | 446       |
| Новосадки  | деревня     | 4            | 5         |
| Оводы      | деревня     | 19           | 34        |
| Островляны | деревня     | 132          | 373       |
| Патрики    | деревня     | 228          | 582       |
| Перки      | деревня     | 38           | 79        |
| Пески      | агрогородок | 237          | 603       |
| Пески 1    | деревня     | 50           | 71        |
| Петьки     | деревня     | 122          | 328       |
| Плоское    | деревня     | 73           | 164       |
| Суховчицы  | деревня     | 43           | 124       |
| Ушковица   | деревня     | 59           | 174       |
| Хидры      | агрогородок | 325          | 832       |
| Яголки     | деревня     | 1            | 1         |

## Промышленность
Сельскохозяйственные организации
- Общество с ограниченной ответственностью «КантриМилк»
- Сельскохозяйственный производственный кооператив «Восходящая заря»
- Открытое акционерное общество «Радонежское»

## Образование
Учреждения образования
- ГУО Песковская средняя школа Кобринского района»
- ГУО «Хидринский учебно-педагогический комплекс ясли-сад-средняя школа»
- ГУО «Патриковские ясли-сад»

## Культура
Учреждения культуры
- Хидринский центр культуры и досуга государственного учреждения культуры «Кобринская районная клубная система»
- Песковский Дом культуры государственного учреждения культуры «Кобринская районная клубная система»
- Песковская публичная библиотека государственного учреждения культуры «Кобринская районная централизованная библиотечная система»
- Хидринская публичная библиотека государственного учреждения культуры «Кобринская районная централизованная библиотечная система»